# Lionnerie
Lionnerie (Lionizing) est une nouvelle d'Edgar Allan Poe publiée pour la première fois en mai 1835. Traduite en français par Charles Baudelaire, elle fait partie du recueil Nouvelles histoires extraordinaires.

## Résumé
Le narrateur, Robert Jones, originaire de la ville fictive de Fum-Fudge, développe dès l'enfance une obsession pour la nosologie. Encouragé par son père à "suivre son nez", il écrit une brochure sur le sujet qui le propulse au rang de célébrité.
Son nez remarquable lui ouvre les portes de la haute société : il le vend à un artiste pour mille livres, est invité par le prince de Galles à un dîner où se pressent divers "lions" (des célébrités mondaines, appelées ainsi dans le Londres du XIXe siècle ; ici des intellectuels caricaturaux) : un néoplatonicien, un professeur de perfectibilité humaine, un paradoxiste, un esthéticien, un théologien, 
des spécialistes de la gastronomie, du vin, de l'art, etc.
Sa renommée culmine lors d'une soirée à Almack's, un club mondain exclusif. Cependant, un duel avec l'électeur de Bluddennuff, où il coupe le nez de son adversaire, cause sa chute sociale. Son père lui explique alors qu'un "lion" sans nez est plus remarquable qu'un lion avec un grand nez.